# Fuente Molière
La Fuente Molière (en francés: Fontaine Molière) es una fuente en el distrito 1 de París, en Francia en el cruce de la rue Molière y la rue de Richelieu.
El lugar en donde se ubica fue ocupado por una fuente conocida como la fontaine Richelieu hasta 1838, cuando fue demolida debido a que interfería con el flujo de tráfico. Joseph Régnier, un miembro de la Comédie-Française, sugirió una nueva fuente ligeramente más atrás del sitio de la fuente anterior como un monumento al dramaturgo Molière. Esta fue la primera suscripción pública nacional de Francia para un monumento conmemorativo dedicado a una figura no militar. Construida en 1844, la fuente fue diseñada por varios escultores, encabezados por el arquitecto Louis Tullius Joachim Visconti, quien también diseñó la fuente en la plaza de Saint-Sulpice.